# Odontopyge severinii
Odontopyge severinii är en mångfotingart som beskrevs av Filippo Silvestri 1897. Odontopyge severinii ingår i släktet Odontopyge och familjen Odontopygidae. Inga underarter finns listade i Catalogue of Life.